# ジャイ・ヒンド
ジャイ・ヒンド（ヒンディー語: जय् हिन्द्）は、チェンパカラマン・ピライの造語で、「インド万歳」、「インド長生き」、あるいは文字通り「インドの勝利」を意味する敬語でありスローガンである。イギリスの支配からのインドの独立運動中に使用され、戦いの叫びとして、また政治的な演説で登場した。ネタジ・スバース・チャンドラ・ボースのもとでインド国民軍の公式スローガンとして採用されたとき、このフレーズは新たなレベルの人気に達した。

## 語源
ジャイ（जय jaya、サンスクリット語）は「勝利、歓声、ブラボー、歓喜」を意味する。ジャイという単語は『アタルヴァヴェーダ』8.50.8などのヴェーダ文献や『マハーバーラタ』などのヴェーダ以降の文献に登場する。[2]「ヒンド」（アラビア語では通常الهند al-Hindだが、ペルシア語を介してヒンドゥスターニー語に定冠詞なしで通常通り借用される）は、独立前は今日のインド亜大陸全体を指す一般的な呼称であった。イクバルの代表的なインド愛国歌「Saare Jahaan Se Accha」にあるように、インド人は「ヒンディー」と呼ばれていた。

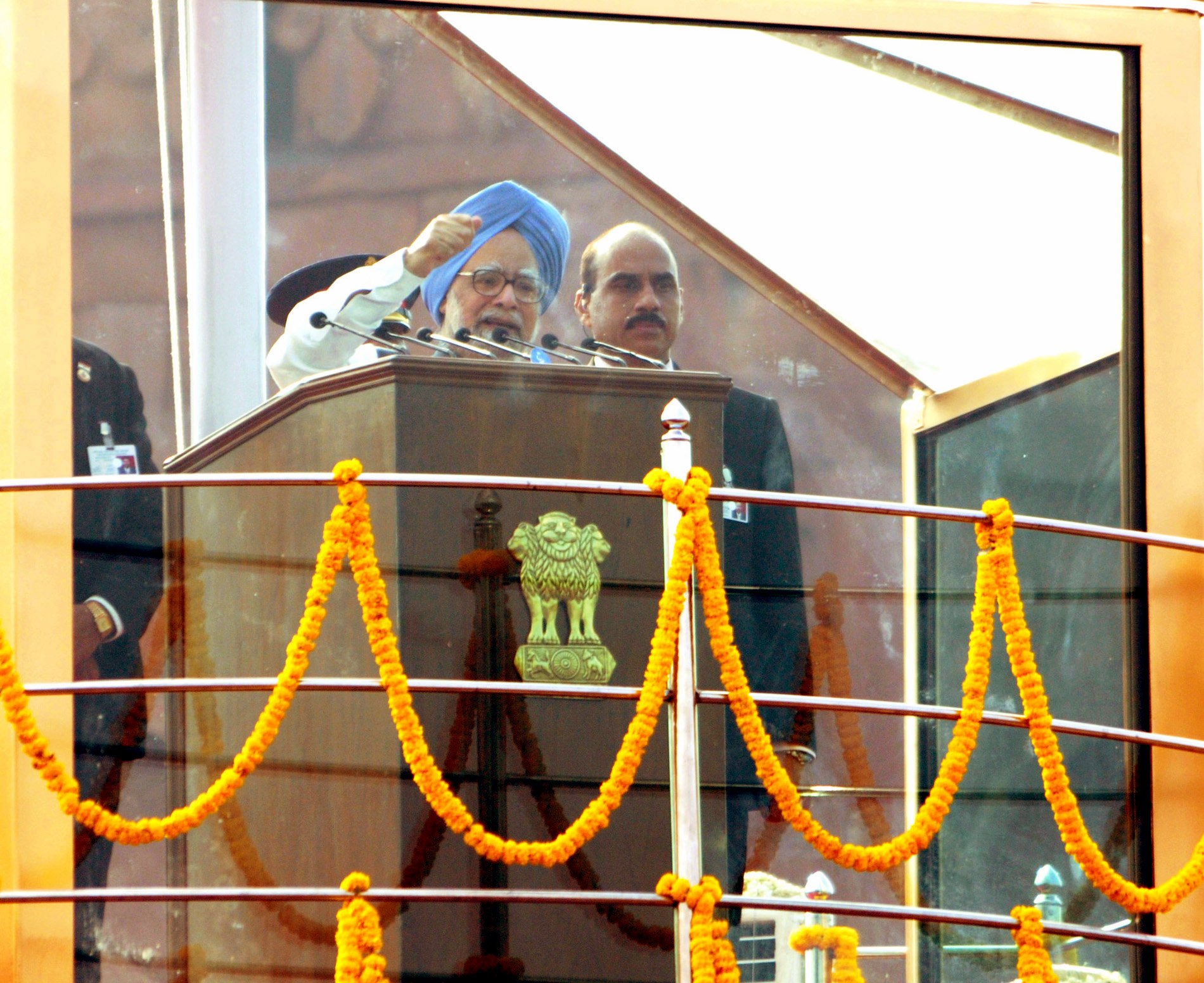
デリーの赤い城の城壁から「ジャイ・ヒンド」を唱えるマンモハン・シン元首相
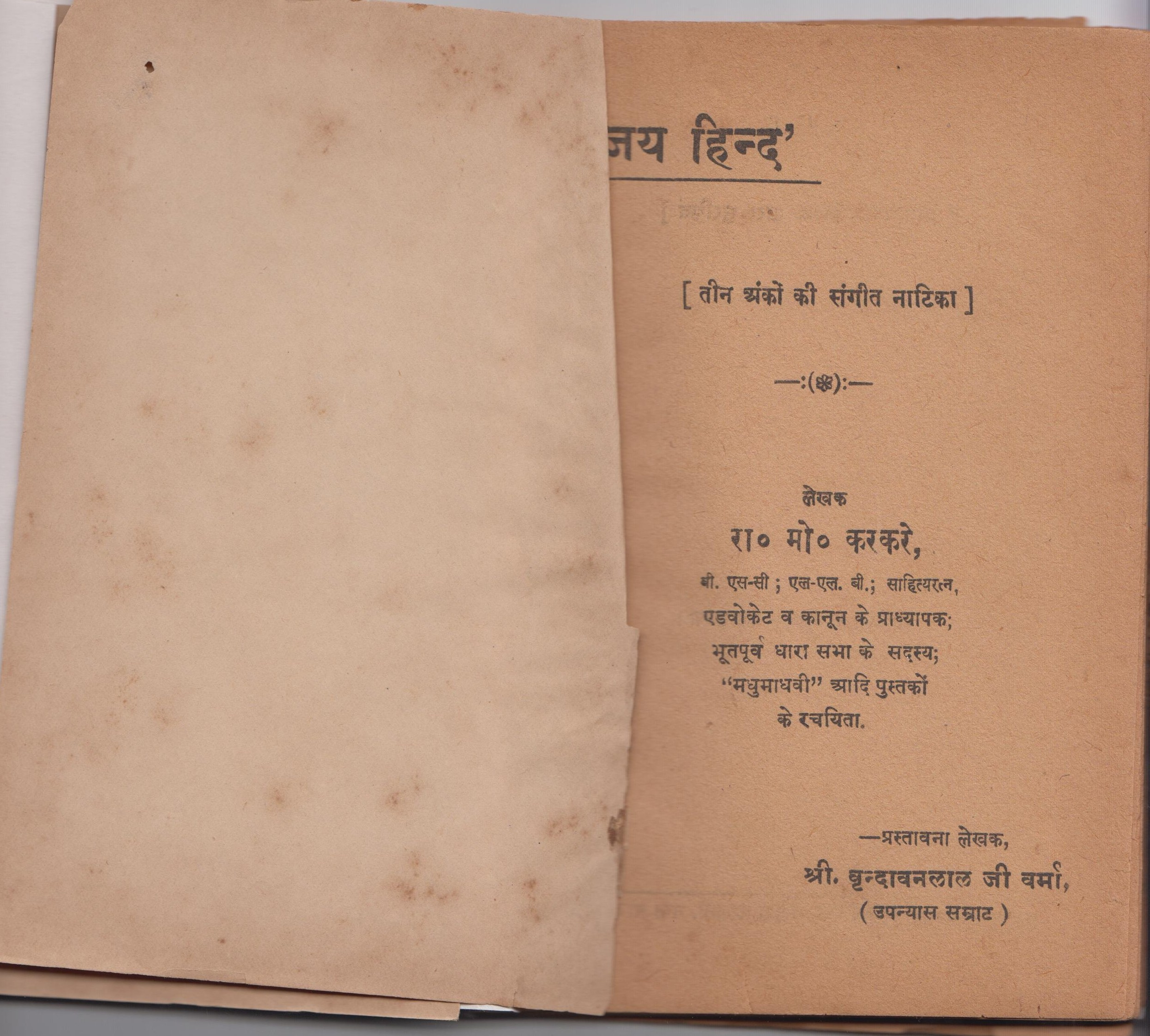
ラームチャンドラ・モレシュワール・カルカレ著『ジャイ・ヒンド』。
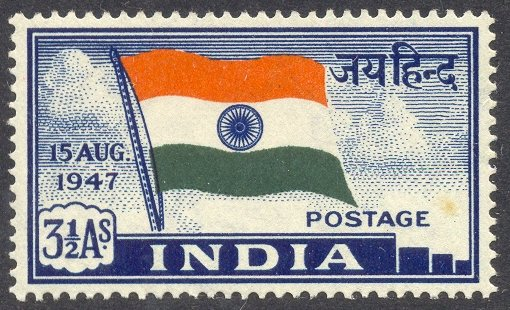
独立インド初の切手。
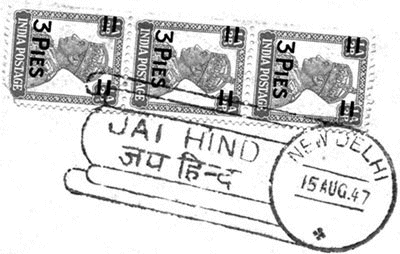
インドのジャイ・ヒンド記念消印。

## その他の用途
このフレーズはまた、その名の由来にもなっている：
- Jaihind (1994) アルジュン・サルジャが主人公のタミル語映画 Jai Hind (1999) 俳優兼監督のマノージ・クマールが製作したヒンディー語映画[1]  コメディー番組「ジェイ・ヒンド」！  ジャイ・ヒンド・カレッジ（ムンバイ）  ジャイ・ヒンド（グジャラート語新聞）  ジャイ・ヒンドTV

## こちらも参照
- Bharat Mata
- Banga Mata
- Sri Lanka Mata
- Hindustan Zindabad
- Jai Jawan Jai Kisan
- Joy Bangla
- Jai Maharashtra
- "Jaya Jaya He Telangana"
- "Jai Jai Garavi Gujarat"
- Vande Mataram, Jai India Mission
- Jai Bhim